# لويد دورفمان
لويد دورفمان (بالإنجليزية: Lloyd Dorfman)‏ هو شخصية أعمال بريطاني، ولد في 25 أغسطس 1952.